# Erik Quistgaard
Erik Quistgaard (Copenhague, 3 de junio de 1921 – Valbonne, 11 de febrero de 2013) fue un ingeniero danés, que ocupó el cargo de director general de la Agencia Europea del Espacio (ESA) de 1980 a 1984.
Quistgaard consiguió el máster de Ciencias (1945) y el de Ingeniero Mecánico en la Universidad Técnica de Dinamarca y empezó a trabajar en Estados Unidos como ingeniero para la Chrysler 1948-1951, y a Volvo en Suecia, donde ocupó diferentes cargos entre 1956 y 1972. Antes de unirse a la ESA, Erik Quistgaard dirigió el astillero naval y marítimo danés Odense Steel Shipyard de 1972 a 1979.
Como director de la ESA, supervisó los primeros estados del desarrollo de los lanzadores Ariane, así como también las primeras contribuciones de Spacelab a la cienvia especial, sobre todo en lo que se refirieron a la creación del primer astronauta de la ESA al espacio.
Condecorado en 1984con la Medalla de la NASA al Servicio Público Distinguido, Erik Quistgaard también fue uno de los fundadores de la compañía SES (Astra satellite) de Luxemburgo.